# Rec del Molí (Castelló d'Empúries)
Rec del Molí és una obra hidràulica de Castelló d'Empúries (Alt Empordà) inclosa a l'Inventari del Patrimoni Arquitectònic de Catalunya. Situat dins del nucli urbà de la població de Castelló d'Empúries, a la banda de llevant del nucli històric de la vila, des de l'actual Ecomuseu - Farinera fins aproximadament el carrer del Portal de la Mercè.

## Descripció

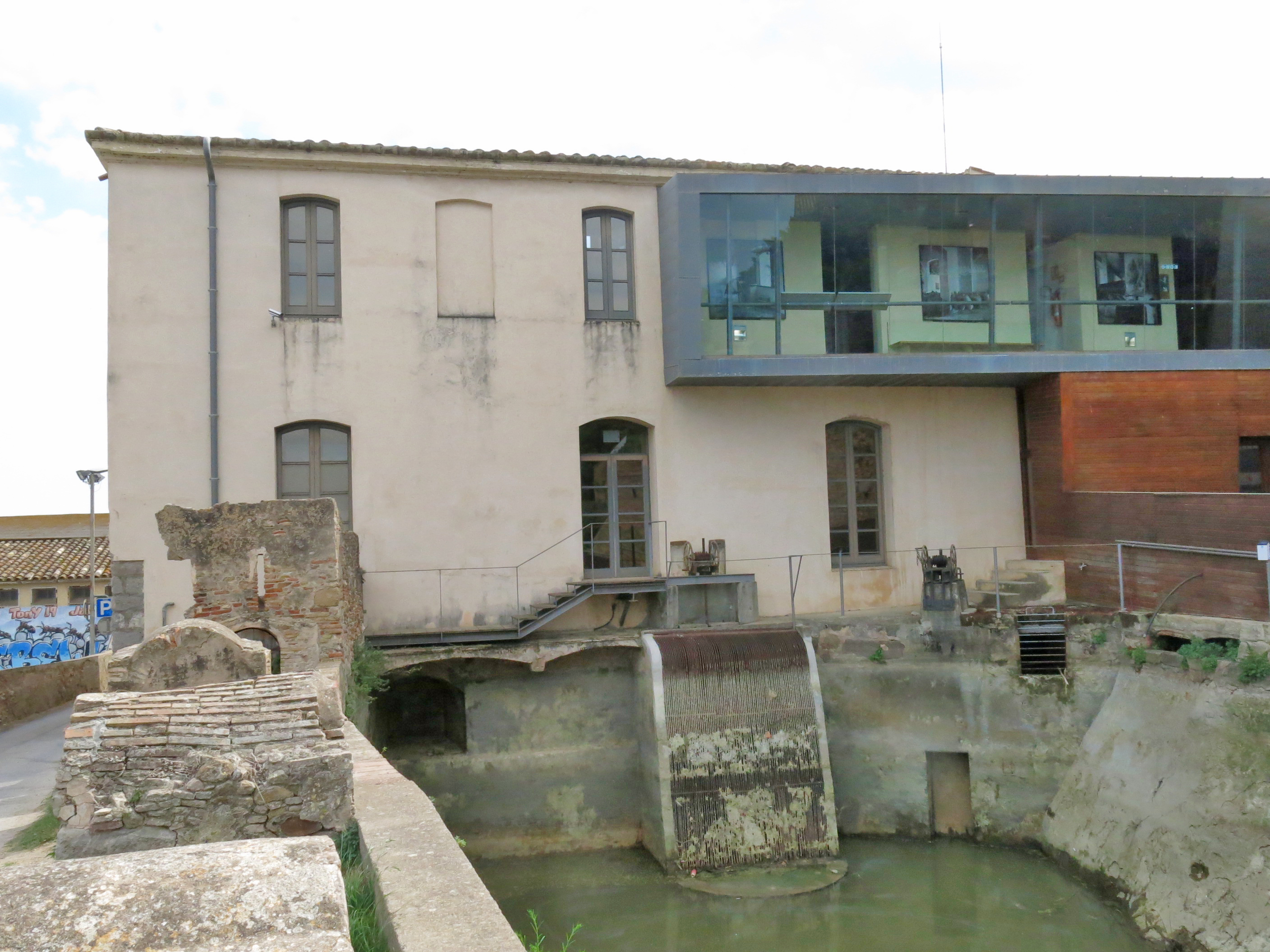
El rec, vora la Farinera

Es tracta d'un antic canal d'aigua d'origen medieval que neix a la població de Vilanova de la Muga, agafant l'aigua d'aquest riu, i la condueix fins a la Farinera de Castelló d'Empúries, fent funcionar d'aquesta manera la fàbrica. El canal discorre entre camps de conreu fins a arribar a l'encreuament amb el carrer del portal de la Mercè i, posteriorment, amb el portal de la Gallarda. En aquesta part, el traçat del canal és força rectilini i discorre per dins de l'antic fossat de la vila, delimitat per la muralla i l'església de Santa Maria a la banda de ponent. De fet, els panys de muralla atalussats queden força coberts per l'aigua.

## Història
El rec del Molí està situat vora la muralla en el sector de llevant del recinte on està situada la torre-portal de la Gallarda. La seva funció era alimentar els antics molins del terme, com el Molí del Mig que posteriorment es convertí en la Farinera, aixecada sobre d'aquest canal i encara en funcionament.